# 개 같은 것들
《개 같은 것들》은 2020년에 개봉한 대한민국의 영화이다.

## 캐스팅
- 지대한 : 종구 역
- 설지윤 : 수진 역
- 김승현 : 영태 역
- 권태원 : 약사 역
- 김경룡 : 미용실 원장 역
- 이예림 : 미스박 역
- 주소정 : 시아 역
- 홍승일 : 정육점 사장 역
- 이재백 : 민기 역
- 정우일 : 강동태 역
- 김정섭 : 오 형사 역
- 김용우 : 신 형사 역
- 스칼렛 : 여형사 역
- 김영희 : 아줌마 1 역
- 박정숙 : 아줌마 2 역
- 서윤하 : 아줌마 3 역
- 이원상 : 아베크남 역
- 이수민 : 아베크여 역
- 노응수 : 시청과장 역
- 최종범 : 형사반장 역
- 이재순 : 유민할머니 역
- 김서영 : 유민 역
- 서예빈 : 소미 역
- 박채원 : 민주 역
- 김지수 : 미나 역
- 강서린 : 어린시아 역
- 조희진 : 여아 1 역
- 조은서 : 여아 2 역
- 김근아 : 사채 여직원 역
- 송춘호 : 사내 1 역
- 서정원 : 사내 2 역